# Улица Володарского (Ярославль)
У́лица Волода́рского (бывшая Пошехо́нская улица) — улица в центральной части города Ярославля. Лежит между Которосльной набережной и проспектом Октября, пересекая улицу Свободы. Нумерация домов ведётся со стороны Которосльной набережной.

## История
Улица была спроектирована по регулярному плану 1778 года и названа Пошехонской улицей по городу Пошехонье Ярославской губернии. Она начиналась от Которосльной набережной и проходила до площади у Романовской заставы.
В декабре 1924 года улица переименована большевиками в улицу Володарского по псевдониму революционера Моисея Гольдштейна «В. Володарский».

## Здания и сооружения
- № 5 — Пенсионный Фонд РФ
- № 62а — Всероссийское общество глухих ЯО
- № 65 — Ярославский клуб интеллектуальных игр, ярославская городская молодёжная общественная организация